# Ahu Te Pito Kura
Ahu Te Pito Kura, ahu na sjeveroistočnoj obali Uskršnjeg otoka nedaleko plaže Ovahe što se nalazi nešto južnije od Anakene. Moai Paro koji se nekad nalazio na ovom ahuu još uvijek leži na tlu okrenut licem pema dolje. Ovaj moai težak je 82 tone i dug je 9.8 m (32.15 stope).
Paro je najveći moai koji je u jednom komadu dopremljen s kamenoloma udaljenog 6 kilometara (4 milje). Samo njegov pukao ima dužinu od 1.7 metara (5.5 stopa) i težinu od 11.5 tona.